# Comiat de solter (pel·lícula)
Comiat de solter (títol original: Bachelor Party) és una pel·lícula estatunidenca dirigida per Neal Israel, estrenada l'any 1984. Ha estat doblada al català.

## Argument
Rick (Tom Hanks) és un simpàtic conductor d'un autobús escolar que viu la seva vida com tothom que es casarà amb l'encantadora Debbie. Quan Rick anuncia als seus amics el compromís, aquests decideixen organitzar un comiat de solter inoblidable. Però els pares d'ella, que no estan gaire contents amb l'enllaç, decideixen juntament amb Cole, un antic promès de la seva filla, espatllar la festa de Rick alhora que intenten evitar el casament.

## Repartiment
- Tom Hanks: Rick Gassko
- Tawny Kitaen: Debbie Thompson
- Adrian Zmed: Jay O'Neill
- George Grizzard: Mr. Thompson
- Barbara Stuart: Mrs. Thompson
- Robert Prescott: Cole Whittier
- William Tepper: Dr. Stan Gassko
- Wendie Jo Sperber: Dr. Tina Gassko
- Monique Gabrielle: Tracy